# Tačikawa (Tokio)
Tačikawa (japonsky 立川市) je město v prefektuře Tokio v Japonsku. K roku 2018 v něm žilo bezmála 180 tisíc obyvatel.

## Poloha a doprava
Tačikawa leží na ostrově Honšú na řece Tamě, která protéká jeho jižní částí od západu k východu. Od centra Tokia leží směrem na západ, od Hačiódži směrem na severovýchod.
Město je železničním uzlem. Vlaky Východojaponské železniční společnosti odsud jezdí mj. do Tokia, Hačiódži, Kawasaki a Okutamy.